# Села при Долењских Топлицах
Села при Долењских Топлицах (словен. Sela pri Dolenjskih Toplicah) је насељено место у општини Долењске Топлице, регија Југоисточна Словенија, Словенија.

## Историја
До територијалне реорганизације у Словенији била су у саставу старе општине Ново Место.

## Становништво
У попису становништва из 2011. године, Села при Долењских Топлицах су имала 251 становника.
| Број становника према пописима | Број становника према пописима | Број становника према пописима |
| ------------------------------ | ------------------------------ | ------------------------------ |
| 1991                           | 2002                           | 2011                           |
| 163                            | 231                            | 251                            |

Напомена: До 1953. исказивано под именом Села. Године 1987. повећан за део насеља Подтурн при Долењских Топлицах.